# Droits LGBT en Israël
Les personnes lesbiennes, gays, bisexuelles et transgenres (LGBT) en Israël sont reconnues par l'État depuis une période récente.

## Droit

### Reconnaissance de l'homosexualité
Sous l'égide de la Palestine mandataire (Palestine sous mandat britannique), une ordonnance du Code criminel no 74 de 1936, section 152(2) criminalisait l'homosexualité de 10 ans de prison sur l'ensemble de ce territoire.
Le 22 mars 1988, la Knesset vote la décriminalisation de l'homosexualité.

### Interdiction de la discrimination
En 1992, une loi est promulguée interdisant la discrimination fondée sur l'orientation sexuelle. La loi garantit l’égalité des chances en matière d’emploi et interdit la discrimination contre les LGBT sur le lieu de travail, y compris l’acceptation à l’emploi, la promotion du licenciement et l’octroi de droits sur le lieu de travail.
En 2000, la Knesset promulgue une loi sur l'interdiction de la discrimination en matière de produits, de services et d'accès aux divertissements et aux lieux publics. D'autres lois ont également été promulguées, concernant notamment la protection face au harcèlement sexuel ou concernant la diffamation.
En 2004, la Knesset approuve un amendement au Code pénal qui double la sanction des crimes de haine commis contre des personnes LGBT. Un autre amendement concerne la protection en matière de soins de santé.

### Mariage
Le 21 novembre 2006, la Cour suprême exige de l'État qu'il enregistre comme mariés les couples qui se sont mariés au Canada. Les mariages contractés à l'étranger sont donc reconnus.
Comme dans d'autres pays, la question du mariage homosexuel fait l'objet d'une controverse publique en Israël, mais des enquêtes montrent que la majorité du public israélien soutiendrait de tels mariages[réf. souhaitée]. L'union civile est quant à elle reconnue.

#### Loi du retour pour les couples de même sexe
Votée le 5 juillet 1950, la loi du retour donne à tout juif le droit d'immigrer en Israël.
Le 10 juin 2011 un couple homosexuel américain de religion différente, un juif et un chrétien posent la question de la possibilité d'obtenir ce droit pour les couples de même sexe quand un des deux hommes n'est pas juif. Alors que le partenaire juif a obtenu rapidement ce droit, le partenaire chrétien a vu sa demande rejetée et renvoyée devant le ministère de l'Intérieur d'Israël, bien que pour les couples hétérosexuels ce droit est garanti pour l'époux de la personne juive qui effectue son alya. Le 10 août 2011, le ministère de l'Intérieur décide finalement de lui accorder la nationalité israélienne.
Après cette première avancée judiciaire, le 12 août 2014 entre en vigueur l'évolution de la loi du retour israélienne, précisant : « Le conjoint du même sexe d’une personne éligible à la loi du retour et qui ne vit pas en Israël pourra aussi devenir israélien ». Ainsi, la loi du retour s'applique désormais de la même façon pour les couples hétérosexuels et pour les couples de même sexe.

#### Héritage
En 2004 , un tribunal statue qu'un homme a le droit d'hériter des biens de son défunt époux. Le tribunal a interprété les mots « homme et femme » dans la loi sur les successions comme englobant à la fois « homme et homme » et « femme et femme ».

### Parenté

#### Gestation pour autrui
Le 7 mars 1996, la Knesset vote l'autorisation du recours à la gestation pour autrui pour les couples hétérosexuels, qui est valable après avis médical, après que toutes les procédures soient expliquées au couple et à la mère porteuse et après l'établissement d'un contrat clair entre les deux parties où les engagements de chacun sont définis. Le couple devant être marié et être de nationalité israélienne. Seules les femmes célibataires peuvent être mères porteuses.
Le 1er juin 2014, le Gouvernement Netanyahou III donne son accord pour modifier ces critères d'éligibilité en ouvrant ce droit aux couples homosexuels et aux célibataires qui pourront y recourir jusqu'à 54 ans. De même, les critères pour les mères porteuses sont assouplis, leur âge maximal pour effectuer cette démarche passe de 56 à 58 ans, et les femmes mariées pouvant désormais être mères porteuses.
Cette loi modifiant les conditions d'autorisation de la gestation pour autrui, l'ouvrant notamment aux couples de même sexe est adoptée en première lecture par la Knesset le 27 octobre 2014.
En 2021, la Cour suprême juge légale la GPA pour les couples homosexuels.

#### Adoption
Le tribunal de Ramat Gan statue en 1999 qu'une ordonnance de tutelle pouvait être accordée à la mère non biologique d'une famille lesbienne. En 2000, la Cour suprême ordonne au ministère de l'Intérieur de reconnaître les procédures d'adoption légales en dehors du pays et l'enregistrement dans le registre national de deux mères. Cette ordonnance est élargie aux hommes en 2008.
Le 10 février 2008, le procureur général Menachem Mazuz annonce publiquement « qu'il n'y a aucun obstacle juridique à autoriser les couples de même sexe, ou l'un d'entre eux, à adopter un enfant étranger, qui n'est pas l'enfant de l'un des conjoints, dans des circonstances où une demande d'adoption par un particulier est à l'étude et sous réserve de considérations d'adoption ». D'autres réformes suivent, en 2016, 2020 et 2021.

#### FIV
Les femmes célibataires peuvent pratiquer la fécondation in vitro (FIV) en vue de fonder une famille. En 1996, à la suite d'une plainte, la Cour suprême aboli la procédure du ministère de la Santé distinguant les femmes mariées et non mariées cherchant à obtenir un don de sperme ou une fécondation in vitro, alors qu'il était exigé de ces dernières de demander un avis psychiatrique et un rapport d'une assistante sociale.

### Interdiction des thérapies de conversion
En juillet 2019, Rafi Peretz, ministre de l'Éducation, crée la controverse en annonçant être en faveur des thérapies de conversion, ce qui entraîne des appels à la démission et des manifestations, . Il revient sur ses déclarations peu de temps après.
En 2020, Nitzan Horowitz, député et chef de fil du parti Meretz, soumet un projet de loi visant à interdire ces pratiques, que l'assemblée adopte en lecture préliminaire, le projet devant passer encore deux fois devant l'assemblée avant son adoption. Toutefois, le projet ne progresse pas et est finalement abandonné en 2023 après que de nombreux députés de la coalition au pouvoir votent contre.
En 2022, Nitzan Horowitz, alors ministre de la Santé, interdit via une directive aux professionnels de santé de pratiquer les thérapies de conversion. Le parti politique d’extrême droite Noam milite pour l'annulation de cette directive.

### Transidentité
L'État d'Israël assiste les personnes transgenres dans le processus de changement de sexe. Cette aide se traduit par un financement partiel de la chirurgie de changement de sexe et d'autres traitements par le HMO. La procédure de changement de sexe existe depuis 1986. Depuis 2015, la transidentité est reconnue sans certificat médical.
En 2016, un projet de loi est déposé pour la criminalisation de la haine sur la base de l'identité de genre.

### Tableau récapitulatif
| Rapports homosexuels légaux                                                                               | Depuis 1988 (aucune trace de l'application de la «loi sur la sodomie» avant cela et n'étant plus applicable dès la déclaration du procureur général de 1963) |
| Égalité de l'âge du consentement                                                                          | Depuis 2000 |
| Loi contre les discriminations à l'embauche                                                               | Depuis 1992 |
| Loi contre les discriminations pour la fourniture de biens et services                                    | Depuis 2000 |
| Loi contre les discriminations dans tous les domaines (incl. discrimination indirecte, discours de haine) | Depuis 1997 |
| Égalité dans la loi du retour                                                                             | Depuis 2014 (déclaration officielle) |
| Mariage homosexuel                                                                                        | (Reconnu si contracté à l'étranger depuis 2006 et mariage de fait dans plusieurs villes depuis 2020)                                                         |
| Reconnaissance légale des couples de même sexe                                                            | Depuis 1994 |
| Adoption homoparentale                                                                                    | Depuis 2005 |
| Adoption conjointe pour les couples de même sexe                                                          | Oui |
| Gays, lesbiennes et transgenres autorisés à servir ouvertement dans l'Armée                               | Depuis 1993 |
| Droit au changement légal de genre                                                                        | Depuis 2015 |
| Accès à la PMA pour les lesbiennes                                                                        | Oui |
| Droit à la gestation pour autrui des couples homosexuels                                                  | Depuis 2014 |
| HSH autorisés au don de sang                                                                              | Depuis 2018 |

## Homophobie
Le 1er août 2009, un centre gay pour adolescents de Tel Aviv est la cible d'une fusillade. L'enquête de police ne parvient pas à trouver le responsable ni le motif de l'attaque.
Dans un rapport remis le 10 février 2019 au président Reuven Rivlin, l'Association pour l'Égalité LGBTQ (Aguda), le plus important groupe de défense des droits des homosexuels, a déclaré qu'on a assisté, en 2018, à un bond de 54 % du nombre d'incidents homophobes recensés par rapport à l'année précédente.
L'attitude homophobe est principalement le fait des populations religieuses, comme le montre le « Israel Democracy Index 2010 » : 74 % des Juifs ultra-orthodoxes et 70 % du public arabe seraient gênés de vivre à côté d'un couple gay ; le chiffre est également élevé parmi les juifs religieux, à 55 %.
Concernant le mariage homosexuel, l'enquête menée en juin 2017 par l'association Chidush a révélé que 79 % des Juifs israéliens soutenaient l'autorisation aux couples de même sexe de se marier ou de s'unir civilement en Israël.
En 2019, l'Association médicale israélienne interdit à ses membres de pratiquer les « thérapies de conversion ». En 2020, le projet de loi interdisant cette pratique passe en première lecture (sur les trois nécessaires), malgré une opposition par des partis religieux, des partis arabes de la Liste unifiée et d'une partie de la droite.

## LGBT dans la société

Le drapeau LGBT combiné à celui d'Israël.

### Marche des fiertés

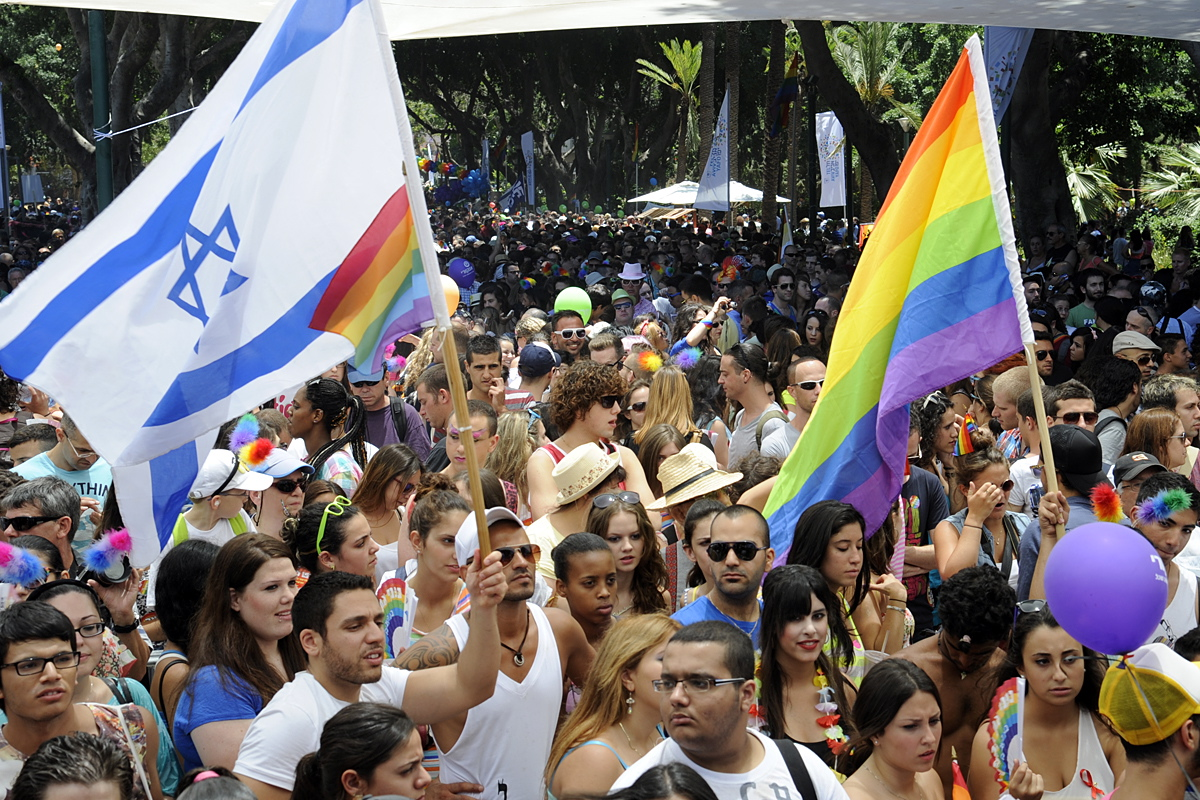
Marche des fiertés de Tel Aviv-Jaffa en 2012.

La première marche des fiertés en Israël a eu lieu en 1993 à Tel Aviv-Jaffa. La première grande marche des fiertés de cette ville, appelée alors Love Parade de Tel-Aviv s'est tenue en 1997. Depuis, la Tel-Aviv Pride a lieu tous les ans dans cette ville, réunissant notamment 70 000 personnes en 2013, 100 000 personnes lors de l'édition 2014 et un record de 250 000 personnes en 2019.
En 2005, Jérusalem est choisie pour la 2e édition de la WorldPride. Comme le retrait et l'évacuation de la bande de Gaza avait lieu au même moment, il avait été choisi de décaler la WorldPride prévue en août 2005 à août 2006. Mais un an plus tard, le conflit israélo-libanais compromettait encore une fois la bonne tenue de l'événement : si les activités, réunions, groupes de discussions etc. ont pu se tenir, le nombre insuffisant de policiers disponibles n'a pas permis au défilé d'avoir lieu ; seulement une petite parade est organisée. À Jérusalem, les défilés annuels ont été perturbés par des attaques et des réactions homophobes. Néanmoins, sous surveillance policière étroite, le défilé de 2014 a réuni 5 000 participants, sous la protection de 9 000 policiers.
Plus de 22 000 personnes en 2016, plus de 20 000 personnes en 2018 environ 15 000 personnes en 2019 et plus de 100 000 participants en 2021.

### Représentation en politique

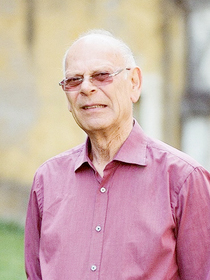
Uzi Even, premier membre ouvertement homosexuel de la Knesset en 2002.

- Le 10 novembre 1998, Michal Eden (he) (Meretz) est élue conseillère municipale de Tel Aviv-Jaffa, elle devient la première élue ouvertement lesbienne d'Israël[33].
- Le 31 octobre 2002, Uzi Even (en) (Meretz) devient membre de la Knesset à la suite de la démission de Amnon Rubinstein. Uzi Even étant le 1er non élu de la liste qui s'était présentée aux élections législatives de 1999, c'est lui qui est amené à le remplacer, il devient alors le premier homme politique israélien ouvertement homosexuel à siéger à la Knesset[34]. En 15e position de la liste Meretz lors des élections législatives de 2003[35], la liste obtenant six sièges, il n'est pas réélu[36].
- Le 28 octobre 2003, Etai Pinkas (Meretz) prend la suite de Michal Eden en étant élu conseiller municipal de Tel Aviv-Jaffa. Lors de ces mêmes élections, Saar-Ran Netanel (Meretz) est élu au conseil municipal de Jérusalem[37].
- Le 11 novembre 2008, à l'occasion des élections locales, deux hommes ouvertement homosexuels rejoignent Etai Pinkas pour siéger au Conseil municipal de Tel Aviv-Jaffa: Yoav Goldring (Une ville pour tous) et Yaniv Weitzman (La jeunesse de la ville). Ils seront rejoints au début 2013 par Eran Lev (Meretz).
- Le 22 octobre 2013 marque un nouveau pas avec l'arrivée majeure de personnes LGBT dans les conseils municipaux en Israël: avec quatre élus à Tel Aviv-Jaffa (Etai Pinkas et Mickey Gitzin pour le Meretz et les indépendants Efrat Aviv et Yaniv Weizman) ; et des élus à Jérusalem (Saar-Ran Netanel) et Givatayim (Tzipora Obziler)[38].
- Lors des élections législatives de 2009 et de 2013, Nitzan Horowitz, ouvertement gay[39] est élu et réélu à la Knesset.
- Dans son livre Mirage gay à Tel Aviv (2017), le journaliste français Jean Stern explique que la mise en valeur de Tel Aviv-Jaffa comme ville LGBT-friendly relève en réalité selon lui d'une forme de complotisme : une « stratégie marketing et politique orchestrée par l’État israélien pour camoufler la guerre, l’occupation, le conservatisme religieux et l’homophobie »[40]. La tolérance de la ville serait, selon sa théorie, du « pinkwashing », mis en place par la ministre des Affaires étrangères entre 2008 et 2009 Tzipi Livni, avec « des campagnes d'invitation de journalistes gays et du marketing direct dans les médias LGBT »[41].
- En 2019, Amir Ohana devient ministre de la Justice. Il est le premier ministre du gouvernement israélien à être ouvertement homosexuel[42].
- En 2020, le Parlement israélien, la Knesset, compte le plus haut taux de parlementaires homosexuels (5 %), «  après la Grande-Bretagne, 8,1%, le Liechtenstein, 8 %, et le Parlement écossais, 7,7% »[43].
- En juillet 2020, la loi interdisant la thérapie de conversion passe sa première lecture malgré une forte opposition parlementaire[44].
- En mai 2021, Eitan Ginzburg (ministre des Communications) devient le troisième ministre gay en fonction, avec Itzik Shmuli (ministre du Travail et de la Protection sociale) et Amir Ohana (ministre de la Sécurité intérieure)[45].

### Monuments en mémoire des personnes homosexuelles persécutées

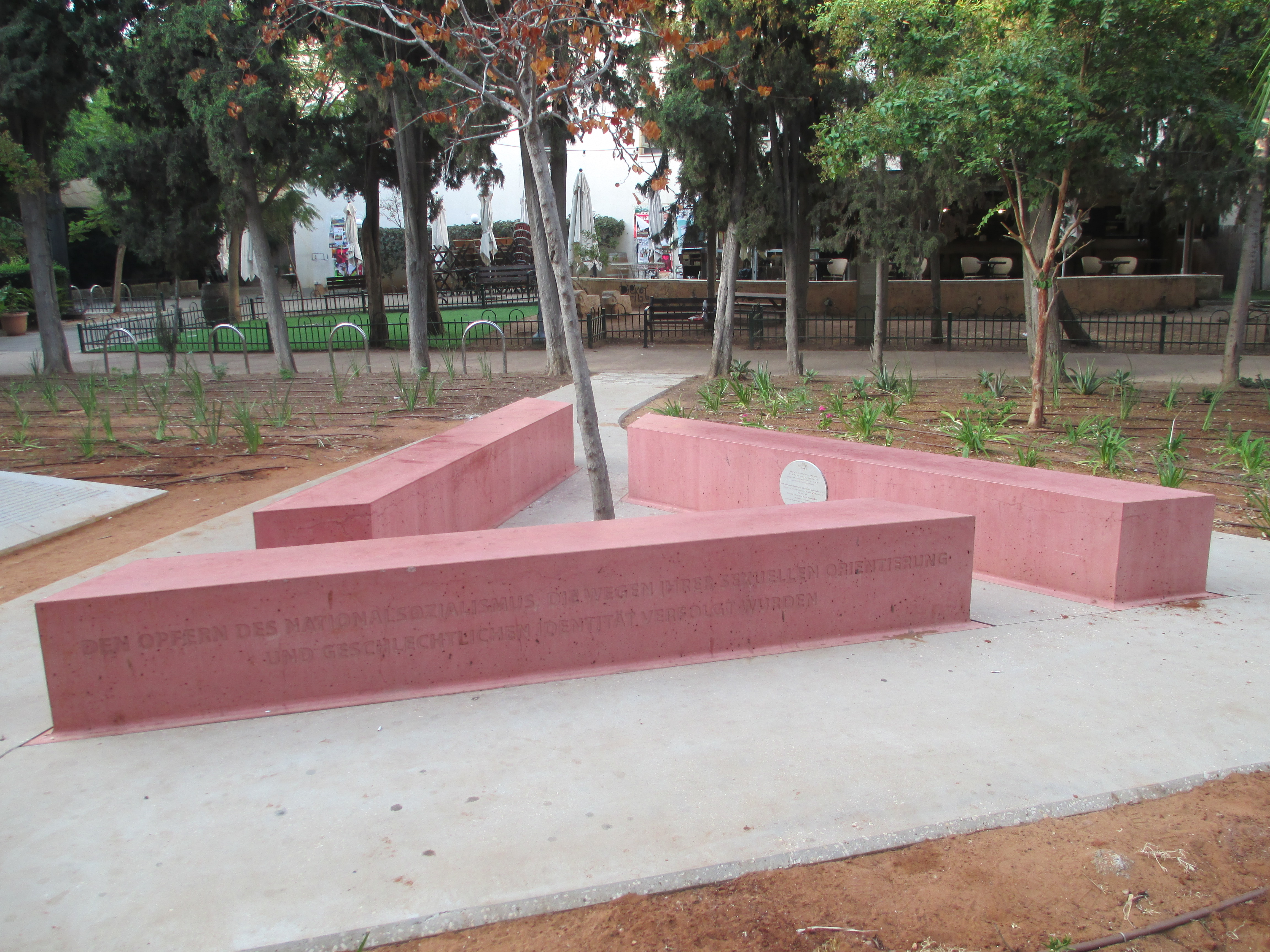
Mémorial aux victimes homosexuelles et lesbiennes de la Shoah (2016).

Le 10 janvier 2014 est inauguré un mémorial dédié aux victimes homosexuelles et lesbiennes du nazisme, juifs ou non. Il prend la forme du triangle rose, tel que celui qui désignait les homosexuels sur leurs uniformes dans les camps de concentration et d'extermination. Sur ce monument y est gravé en allemand, en anglais et en hébreu : « À la mémoire des persécutés par le régime nazi pour leur orientation et leur identité sexuelle ».
Il est situé dans le parc Meir.